# Marianne Crebassa

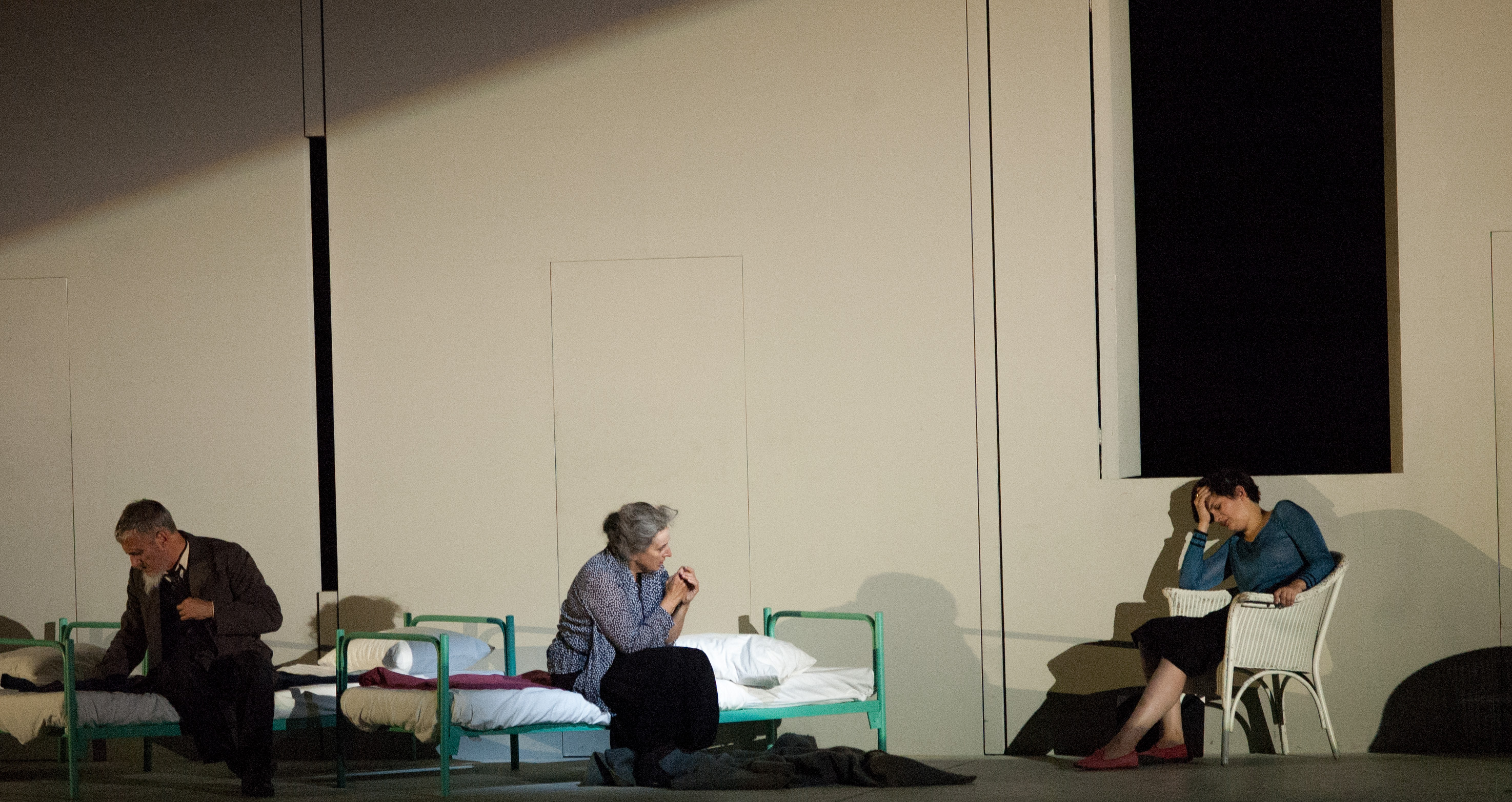
Weltpremiere von Charlotte Salomon bei den Salzburger Festspielen 2014, Marianne Crebassa als Charlotte Kann rechts

Marianne Crebassa (geboren am 14. Dezember 1986 in Béziers) ist eine französische Opernsängerin (Mezzosopran).

## Leben
Crebassa studierte Gesang und Klavier am Conservatoire de Montpellier, sowie Musikwissenschaft an der Universität Montpellier. 2008 gab sie 21-jährig ihr Bühnendebüt an der Opéra National de Montpellier in Robert Schumanns Manfred unter Hervé Niquet.

„Als ich anfing zu singen, war ich neugierig und fasziniert davon, wie das gelingt, seine Stimme so groß zu machen, diese Technik, die dir erlaubt, immer neue Räume in dir zu entdecken.“

### Festival de Radio France et Montpellier
Seither ist sie regelmäßig an diesem Haus und beim Festival de Radio France et Montpellier zu hören, u. a. in Pizzettis Fedra, Debussys Le Martyre de Saint Sébastien, Bellinis Zaira, Verdis La traviata und Lehárs Friederike. Nach ihrem Erfolg als Isabella Linton in Bernard Herrmanns Oper Wuthering Heights im Jahr 2010 wurde sie für zwei Jahre ans Atelier Lyrique der Opéra National de Paris engagiert. Neben kleineren Rollen im Haupthaus – in Lulu von Alban Berg und Rigoletto von Giuseppe Verdi – absolvierte Crebassa Rollendebüts als Glucks Orfeo und als Ramiro in Mozarts La finta giardiniera. Im Juli 2011 sang sie beim Festival de Radio France die Titelrolle in Halévys La magicienne unter Lawrence Foster.

### Salzburger Festspiele
2012 gab Crebassa ihr Salzburger Festspieldebüt als Irene in zwei konzertanten Aufführungen von Händels Tamerlano unter Marc Minkowski. Unter dessen Leitung war sie 2013 auch als Cecilio in Mozarts Lucio Silla bei der Salzburger Mozartwoche und bei den Salzburger Festspielen zu hören. 2014 feierte sie einen großen persönlichen Erfolg als Charlotte Kann, dem Alter Ego von Charlotte Salomon in der Uraufführung von Marc-André Dalbavies gleichnamiger Oper, inszeniert von Luc Bondy und dirigiert vom Komponisten.
In der Spielzeit 2013–14 sang sie erstmals die Dorabella in Mozarts Così fan tutte (in Montpellier), den Siébel in Gounods Faust (an der Nederlandse Opera in Amsterdam) und konzertant die Juliette in Berlioz’ Roméo et Juliette (in Lissabon und Bad Kissingen). In der Spielzeit 2014–15 debütierte Crebassa an der Mailänder Scala (als Cecilio im Lucio Silla) und im Theater an der Wien (als Cherubino in Le nozze di Figaro) und kehrte für die Bartabas-Produktion von Mozarts Davide penitente zur Mozartwoche zurück.

### Internationale Karriere
Als Cherubino debütierte die Sängerin auch im November 2015 an der Berliner Staatsoper im Schiller Theater und im Juni 2016 auch an der Wiener Staatsoper. Die Berliner Aufführungsserie wurde von Gustavo Dudamel geleitet.
Daraufhin sang Crebassa den Cherubino auch in der vielbeachteten Aufführung von Le nozze di Figaro an der Mailänder Scala unter dem Dirigat von Franz Welser-Möst, die vom Sender RAI auch für das Fernsehen übernommen wurde.
Auf der Konzertbühne war sie 2015 mit Berlioz‘ Roméo et Juliette unter der musikalischen Leitung von Daniele Gatti, sowie Ravels Shéhérazade mit dem Orchestre National du Capitole de Toulouse zu hören. Hinzu kamen ein Galakonzert mit Les Musiciens du Louvre sowie die Uraufführung von Werken Fazıl Says im Rahmen des Musikfestes Bremen. Mit Ravels L’enfant et les sortilèges, unter der Leitung von Esa-Pekka Salonen, debütierte sie in zuletzt den USA.
Zum Jahreswechsel 2016/17 sang Marianne Crebassa im Konzerthaus Wien beim Silvesterkonzert der Wiener Symphoniker.
Im Januar 2017 erschien ihr Debüt-Album „Oh, Boy!“, das musikalisch die Welt der Hosenrollen und des Geschlechtertausches ergründet, zwischen Mozart und französischer Oper.
In der Staatsoper Berlin réussierte sie 2019 unter der musikalischen Leitung von Julien Salemkour und der Inszenierung von Ruth Berghaus als Rosina in der Rossini-Oper Il barbiere di Siviglia.

## Diskografie (Auswahl)
- Bernard Herrmann: Wuthering Heights. Orchestre national de Montpellier, Dirigent: Alain Altinoglu. Mit Laura Aikin, Boaz Daniel, Yves Saelens
- Les révélations classiques de l'Adami 2011, Marianne Crebassa
- Séguedilles: Werke von Bizet, de Falla, Massenet, Guridi, Mompou u. a., Orchestre national du Capitole de Toulouse, Dirigent: Ben Glassberg[4]